# Jean-Baptiste de Panafieu
Pour les articles homonymes, voir Panafieu.
Jean-Baptiste de Panafieu, né le 11 juin 1955, est agrégé de sciences naturelles et docteur en océanologie biologique. Il a publié de nombreux ouvrages de vulgarisation scientifique (Gallimard Jeunesse, Milan, Gulf Stream, Casterman, Plume de Carotte, Xavier Barral). Il est également réalisateur et scénariste de films documentaires.

## Biographie
En 1978, Jean-Baptiste de Panafieu obtient une maîtrise de génétique à l’université Paris 6. Il passe ensuite l’agrégation de sciences naturelles pour être professeur de biologie. Passionné par les écosystèmes marins, il soutient en 1996 un doctorat d’océanologie biologique (portant sur l’alimentation des merlans en mer du Nord). En 1993, il s’oriente dans la diffusion scientifique avec une licence de Cinéma à l'université Paris 7.
À l'âge de trente ans, il commence à écrire des livres sur la nature et les sciences et se lance dans la production de documentaires pour la télévision. Il abandonne peu à peu l’enseignement et se consacre pleinement, à partir de 1997, à la rédaction d'ouvrages ou d'articles pour des magazines sur des thèmes scientifiques et la réalisation de documentaires et de reportages (CNDP, La Cinquième).
Entre 1993 et 1999, Jean-Baptiste de Panafieu assure la fonction de conseiller scientifique pour les voyages du dundee Fleur de Lampaul avec un équipage d’enfants. Vouant une grande part de ses publications à destination de la jeunesse, il conçoit également des expositions éducatives, s'essaie à la création de jeux de société et présente son travail en tant qu'intervenant dans les classes et auprès des documentalistes. Il organise enfin des conférences et participe à des débats avec le public lors de « bars des sciences » à Paris.
Il a publié près d'une centaine d'ouvrages, en tant qu'auteur ou coauteur. Les sujets qu’il aborde sont : l’environnement et l’écologie, la vie dans les océans, l'alimentation, l'évolution des formes animales et la paléoanthropologie.

## Œuvres
- Eaux. (coautrices : Florence Thinard et Caroline Carissoni ). Terre vivante-Plume de Carotte, 2023
- Les bêtes sur terre qui pincent, qui pissent, qui percent & Cie. Collector Dame Nature. Gulf Stream, 2023
- La terre, la vie, l’univers. Dessin M. Itoïz. Mes p’tites questions. Milan, 2023 (1er éd 2012)
- Darwin à la plage. L’évolution dans un transat. Dunod, 2023 (1er éd. 2017, Prix Le goût des sciences 2017))
- La grande aventure de l’évolution. Milan, 2023 (1ere éd. 2014, Prix de la Salamandre Junior 2015)
- Les histoires vraies des créatures fantastiques. Dessin Renversade. Plume de Carotte, 2022
- Pasteur (presque facile). Dessin Günther Schulz. Delachaux & Niestlé, 2022
- Evolution. Dieu, Darwin et les hommes-chevaux. Dessin Alexandre Franc. Dargaud, 2022
- Les forêts, un monde fabuleux à découvrir. Dessin Adrienne Barman. BD Casterman, 2022
- La Vache bizarre. Dessin Caroline Picard. Lucca Éditions, 2021.
- Extinctions. Le crépuscule des espèces. Dessin Alexandre Franc. Dargaud-Delachaux & Niestlé, 2021
- Le comportement animal. Encyclopes. Milan, 2021
- Les océans. Collection Sciences en BD. Dessin Vincent Bergier. Casterman, 2021
- Préhistoire, la grande aventure de l'Homme. Images Doc. Bayard, réédition 2021
- L’éveil. Stade 1. Livre de Poche, 2020
- Les insectes nourriront-ils la planète ? Babel. Actes Sud, réédition 2020
- Éduquer ses enfants comme un renard (coautrice : Diane Galbaud). La Salamandre, 2019
- La préhistoire des hommes. Encyclopes. Milan, réédition 2019
- L'incroyable destin de Dian Fossey. Une vie à étudier les gorilles. Bayard, 2019
- La belle aventure de l’océan. Dunod, 2018 (coauteur : Pierre Royer)
- Sauvages ou domestiques. Gallimard Jeunesse, 2018
- Alexis et Zoé. 2. Drôles d’oiseaux. Gulf Stream 2018
- Alexis et Zoé. 1. Le retour de l’ambulocète. Gulf Stream 2018
- L'évolution de l'Homme. Dessin Elizabeth Holleville. Collection Sciences en BD. Casterman, 2018
- Sapiens à la plage : l'origine de l'homme dans un transat. Dunod, 2018
- Les dinosaures et autres animaux préhistoriques. Milan, réédition 2018
- Séduire comme une biche, ou comment trouver le bon partenaire. La Salamandre, 2017
- L'homme est-il un animal comme les autres ? La ville brûle, 2017
- Préhistoire : la grande aventure de l'homme. Bayard, 2017
- L'évolution de la vie. Dessin Adrienne Barman. Collection Sciences en BD. Casterman, 2017
- Métamorphoses : Deyrolle. Plume de Carotte, 2017
- Créatures fantastiques : Deyrolle. Plume de Carotte, 2017
- L'Éveil : Stade 3. Gulf Stream, 2017
- L'Éveil : Stade 2. Gulf Stream, 2017
- L'Éveil : Stade 1. Gulf Stream, 2016
- Drôles de parents. Gulf Stream, 2016
- Drôles de couleurs. Gulf Stream, 2016
- Les bêtes arnaqueuses, copieuses, trompeuses. Gulf Stream, 2016
- La vie des dinosaures. Gallimard Jeunesse, 2015
- Les bêtes associées, pour le meilleur et pour le pire. Gulf Stream, 2015
- Chapeau, cerveau ! Casterman, 2015
- Les petites bêtes sans queue ni tête. Gulf Stream, 2015. (Prix du Livre Scientifique 2016)
- Créatures fantastiques Deyrolle. Plume de Carotte, 2014
- Les bêtes dangereuses, dévoreuses, venimeuses. Gulf Stream, 2014

- Au temps des premiers hommes. Gallimard Jeunesse, 2014
- Les bêtes biscornues, saugrenues, toutes nues. Gulf Stream, 2013
- La biodiversité. Milan, 2013
- Champignons. Plume de Carotte, 2013
- Les insectes nourriront-ils la planète ? Le Rouergue, 2013. (Prix TerrEthique 2014)
- Les Cro-Magnon. Casterman, 2013
- Les requins. Mango, 2012
- Léonard de Vinci, rêves et inventions. Casterman, 2012
- Histoires de squelettes. Gallimard Jeunesse, 2012
- Nucléaire, pour quoi faire ? Gulf Stream, 2012
- Des zoos. Gulf Stream, 2012
- La terre, la vie, l’univers. Milan, 2012
- Formes de nature. Plume de Carotte, 2011
- (R)évolution des mutants. Gulf Stream, 2011
- L’eau. Milan, 2011
- Les bêtes qui rôdent, qui rongent, qui rampent, à la ville. Gulf Stream, 2011
- Évolution. Xavier Barral, 2011
- Humanimal, notre zoo intérieur. Gulf Stream, 2010. Prix La science se livre 2011
- Drôles d’élevages. Gulf Stream, 2010
- La terre se réchauffe. 1 ,2, 3, Soleil. Gallimard Jeunesse, 2010
- L'environnement. Gallimard Jeunesse, 2009
- Les bêtes qui crachent, qui collent, qui croquent à la mer. Gulf Stream, 2009
- L’aventure de la vie. Fleurus, 2008
- Des oies et des canards. Gulf Stream, 2008
- Des champignons. Gulf Stream, 2008
- Sur les traces de Charles Darwin. Gallimard Jeunesse, 2004. Prix La science se livre 2006
- Des poissons d'élevage. Gulf Stream, 2004
- Des fruits de la mer. Gulf Stream, 2003
- Des chèvres. Gulf Stream, 2002
- Des vaches. Gulf Stream, 2002
- Crytogame, le jeu des Champignons. Betula, 2013